# Mária Gulácsy
Mária Gulácsy (n. 27 aprilie 1941, Beregszász, Regatul Ungariei – d. 13 aprilie 2015, Budapesta, Ungaria) a fost o scrimeră ce a reprezentat Ungaria, medaliată olimpică. A participat la o ediție a Jocurilor Olimpice (1968) în care a câștigat o medalie de argint.